# Брусен (Врачанская область)
Брусен (болг. Брусен) — село в Болгарии. Находится в Врачанской области, входит в общину Мездра. Население составляет 510 человек.

## Политическая ситуация
В местном кметстве Брусен, в состав которого входит Брусен, должность кмета (старосты) исполнял до 2011 г. Константин Христов Христов (НДСВ), а с 2011 г. эту должность занимает Иоана Методиева Милошева (партия АТАКА) по результатам выборов.
Кмет (мэр) общины Мездра — Иван Аспарухов Цанов (независимый) по результатам выборов.